# Zeca Dirceu
José Carlos Becker de Oliveira e Silva, também conhecido como Zeca Dirceu (Umuarama, 21 de junho de 1978) é um empresário e político brasileiro, filiado ao Partido dos Trabalhadores (PT).
Zeca Dirceu é filho de Clara Becker e José Dirceu.

## Biografia
Desde criança, sempre acompanhou o pai nas reuniões do Diretório Nacional do Partido dos Trabalhadores, foi quando passou a conviver com a política.  Aos 18 anos, ingressou na política, quando iniciou a organização do PT de Cruzeiro do Oeste. É graduado em Ciências da Computação pela Universidade Paranaense (Unipar), em 2002. De 2003 a 2004 foi chefe do Escritório Regional (Umuarama) da Secretaria Estadual de Trabalho. E no ano de 2004 se elegeu prefeito de Cruzeiro do Oeste. Em 2005, foi eleito presidente da Amerios (Associação dos Municípios de Entre Rios) que congrega 32 cidades do Paraná.
Em 2008, foi reeleito como prefeito de Cruzeiro do Oeste, com 8.021 votos, o que representa 72 por cento dos votos. Em 2009, ocupou a vice-presidência da Associação dos Municípios do Paraná (AMP), quando passou a defender e articular as bandeiras municipalistas em Brasília.
Em 2010, deixou a prefeitura de Cruzeiro do Oeste para concorrer a deputado federal sendo eleito com 109.565 votos, o segundo deputado mais votado do partido no Paraná. No balanço da atuação parlamentar de 2012, foi escolhido pela Revista Veja, como deputado federal mais atuante do Paraná e décimo do Brasil. Foi escolhido como vice-líder da bancada do PT na Câmara dos Deputados e integrante da Comissão de Viação e Transportes em seu primeiro mandato. Continuando sua trajetória na política o deputado federal disputou novamente o posto em 2014, quando foi reeleito com 155.283 votos, recebendo votos em quase todas as cidades do Paraná. Após a releição ele tornou-se o candidato mais votado do Partido dos Trabalhadores no Paraná, ocupando a oitava posição no ranking de deputados eleitos na unidade federativa.
Para o segundo mandato o parlamentar escolheu a Juventude como prioridade, além de atuar na saúde e na educação. É Coordenador na Frente Parlamentar em defesa da Indústria Têxtil e na de Frente Parlamentar] em Defesa da Indústria Brasileira de Bebidas. Tornou-se membro titular da Comissão de Orçamento e da Comissão de Educação da Câmara dos Deputados, e suplente na Comissão de Constituição e Justiça e de Cidadania.
Em 2015, foi escolhido como relator do Plano Plurianual 2016-2019. Na época, o Plano estabeleceu o valor de R$ 8,2 trilhões para serem aplicados no quadriênio. Foi a primeira vez em que o parecer alinhou o texto com as metas do Plano Nacional de Educação (PNE). Foram incluídas ações para lidar com a tragédia em Mariana e o combate ao mosquito transmissor da dengue, da febre chikungunya e do vírus Zika. Outro destaque foi a meta relacionada à habitação: disponibilizar três milhões de moradias pelo programa Minha Casa, Minha Vida.
Em 2023, Zeca assumiu a liderança da bancada do Partido dos Trabalhadores na Câmara dos Deputados, sucedendo o deputado Reginaldo Lopes (PT-MG).

## Controvérsias
Em 2016, se envolveu num escândalo no município de Cruzeiro do Oeste, sendo acusado de difamar um candidato a prefeito. A polícia afirmou que houve a abertura de inquérito, e que o caso seria encaminhado para o Supremo Tribunal Federal, visto que como deputado, Zeca Dirceu tem foro privilegiado.
Em abril de 2017, o Ministério Público Federal passou a investigar Zeca Dirceu na Operação Lava Jato junto com seu pai, o ex-ministro José Dirceu, acerca de um possível recebimento de propina no valor de duzentos e cinquenta mil reais da Organização Odebrecht (atual Novonor). Em outubro do mesmo ano, o ministro do Supremo Tribunal Federal Edson Fachin determinou o arquivamento do inquérito que investigava o deputado Zeca Dirceu na Lava Jato. Fachin atendeu pedido da Procuradoria Geral da República, que não encontrou indícios de que o parlamentar tinha participação do esquema apurado.

## Reconhecimentos
Em sua trajetória como parlamentar Zeca Dirceu foi condecorado diversas vezes por levantar a bandeira municipalista em seu primeiro mandato, recebendo títulos de cidadão honorário em cidades como, Alto Paraíso, Barbosa Ferraz, Candói, Diamante D'Oeste, Formosa do Oeste, Loanda. Foi escolhido pela VEJA em 2012 como o deputado federal mais atuante do Paraná.  Também foi eleito o deputado federal mais atuante no "Melhores do Ano" realizado pela VS Pesquisas e Promoções em 2013, e em 2014 premiado como Sócio Emérito da Associação Brasileira dos Municípios (ABM) pelos resultados alcançados no Paraná.

## Posicionamentos na Câmara dos Deputados

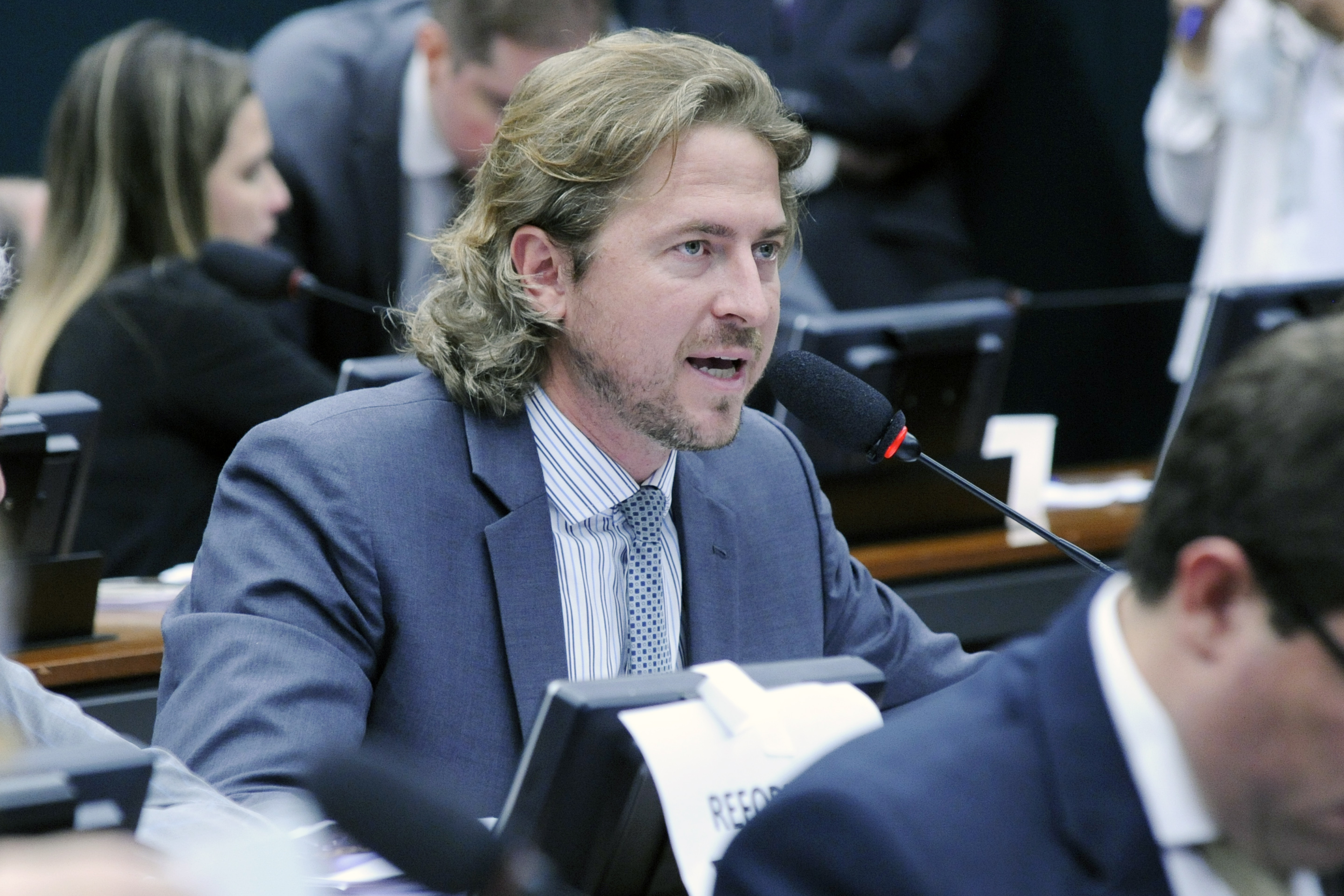
Zeca Dirceu em audiência pública sobre a reforma da Previdência, na CCJ, em 3 de abril de 2019.

Durante a votação no Congresso, em 2016, foi majoritariamente contra as Dez medidas contra a corrupção. Foi a favor do destaque que faz com que magistrados e integrantes do Ministério Público respondam por crime de abuso de autoridade quando atuarem com conduta incompatível com o cargo. Este destaque, o mais polêmico de todas as mudanças no projeto de lei, foi considerado por procuradores e juízes uma tentativa de intimidar a Operação Lava Jato, também foi criticado pela presidente do STF, Carmen Lúcia, como uma tentativa de calar a Justiça.
Votou contra as seguintes medidas propostas no projeto de lei original: pela retirada do "reportante do bem" do projeto, um programa que previa retribuir denunciantes de acordo com os valores recuperados; pela retirada de todas as regras sobre a extinção de domínio de bens e propriedades do réu quando sejam provenientes de atividade ilícita ou usados com esse propósito; pela retirada do trecho que condicionava a progressão do regime de cumprimento de pena ao ressarcimento de danos causados por crime contra a administração pública; pela supressão de pontos relacionados à mudanças nas regras de prescrição dos crimes, como a sua contagem a partir do oferecimento da denúncia e, não do seu recebimento e a prescrição retroativa; contra multar partidos políticos responsabilizados por atos ilícitos; acordos penais entre defesa e acusação; acordos de leniência poderem ser celebrados pelo Ministério Público; contra a ampliação da responsabilização pessoal civil e criminal dos dirigentes partidários
Se absteve de votar em relação ao teste de integridade, em que seriam feitas simulações durante o trabalho em que uma questão ética seja abordada, sem o conhecimento do funcionário; esta medida foi retirada; sobre tipificação do crime de enriquecimento ilícito de funcionários públicos e a previsão de confisco dos bens relacionados ao crime e sobre suprimir a defesa prévia nas ações de atos de improbidade.
Em 2017, posicionou-se contrário ao Projeto de Lei 4.302/1998, de autoria do Executivo que liberou a terceirização irrestrita para todas as atividades das empresas. O projeto foi aprovado por 231 votos a favor, 188 contra e 8 abstenções.
No dia 2 de agosto de 2017, votou pelo prosseguimento das investigações no Supremo Tribunal Federal (STF) contra o presidente Michel Temer, denunciado pelo Procurador-geral da República Rodrigo Janot por corrupção passiva. A denúncia foi rejeitada pelo plenário da Câmara por 263 votos contra 227. Em outubro do mesmo ano, o presidente Michel Temer sofreu segunda denúncia, nesta pelos crimes de organização criminosa e obstrução da justiça, Zeca Dirceu votou pela continuidade do processo, porém a denúncia acabou rejeitada na Câmara dos Deputados por 251 votos contra 233.
Em 17 de abril de 2016, votou contra a abertura do processo de impeachment de Dilma Rousseff.
Ainda em 2017, declarou-se contrário às reformas Trabalhista e da Previdência.
Em 3 de abril de 2019, Dirceu envolveu-se em uma discussão na CCJ com o então ministro da fazenda, Paulo Guedes. Ao falar da reforma da previdência proposta pelo governo Bolsonaro, Dirceu disse que o ministro era "leão com os pobres, e tchutchuca com os ricos". A sessão foi encerrada após discussão e discussões entre o deputado e Guedes.
Votou contra a Reforma da Previdência de 2019.
Em dezembro de 2019, votou a favor do fundo eleitoral de 3,8 bilhões de reais destinados às cadidaturas de 2020.

## Desempenho eleitoral
| Ano  | Cargo                         | Votos   | Resultado | Ref.   |
| ---- | ----------------------------- | ------- | --------- | ------ |
| 2004 | Prefeito de Cruzeiro do Oeste | 8.514   | Eleito    | [ 46 ] |
| 2008 | Prefeito de Cruzeiro do Oeste | 8.021   | Eleito    | [ 47 ] |
| 2010 | Deputado federal pelo Paraná  | 109.565 | Eleito    | [ 48 ] |
| 2014 | Deputado federal pelo Paraná  | 155.583 | Eleito    | [ 49 ] |
| 2018 | Deputado federal pelo Paraná  | 77.306  | Eleito    | [ 50 ] |
| 2022 | Deputado federal pelo Paraná  | 123.033 | Eleito    | [ 51 ] |

## Condecorações
| Insígnia | País   | Honra                                 | Data                   |
| -------- | ------ | ------------------------------------- | ---------------------- |
|          | Brasil | Grande Oficial da Ordem de Rio Branco | 21 de novembro de 2023 |